# Ministère de l'Intérieur (Tchécoslovaquie)
 (mai 2021).
Le contenu est difficilement compréhensible vu les erreurs de traduction, qui sont peut-être dues à l'utilisation d'un logiciel de traduction automatique.
Le ministère de l'Intérieur de la Tchécoslovaquie était le ministère responsable des affaires intérieures de la Tchécoslovaquie pendant son existence, de 1918 à 1992.

## Liste des ministres

### Première République(1918-1938)
Modèle:Officeholder table start
Modèle:Officeholder table
Modèle:Officeholder table
Modèle:Officeholder table
Modèle:Officeholder table
Modèle:Officeholder table
Modèle:Officeholder table
Modèle:Officeholder table
Modèle:Officeholder table
|}

### Gouvernement tchécoslovaque en exil(1940-1945)
Modèle:Officeholder table start
Modèle:Officeholder table
|}

### Tchécoslovaquie communiste(1948-1989)
Modèle:Officeholder table start
Modèle:Officeholder table
Modèle:Officeholder table
Modèle:Officeholder table
Modèle:Officeholder table
Modèle:Officeholder table
Modèle:Officeholder table
Modèle:Officeholder table
Modèle:Officeholder table
Modèle:Officeholder table
Modèle:Officeholder table
Modèle:Officeholder table
|} Ministre
| no | Portrait         | Nom                           | Début de mandat   | Fin de mandat     | Durée              | Parti |
| -- | ---------------- | ----------------------------- | ----------------- | ----------------- | ------------------ | ----- |
| 1  | Václav Nosek     | Václav Nosek (1892–1955)      | 25 février 1948   | 14 septembre 1953 | 5 ans, 201 jours   | KSČ   |
| 2  | Rudolf Barák     | Rudolf Barák (1915–1995)      | 14 septembre 1953 | 23 juin 1961      | 7 ans, 282 jours   | KSČ   |
| 3  | Lubomír Štrougal | Lubomír Štrougal (né en 1924) | 23 juin 1961      | 23 avril 1965     | 3 ans, 304 jours   | KSČ   |
| 4  | Josef Kudrna     | Josef Kudrna (1920–1989)      | 23 avril 1965     | 15 mars 1968      | 2 ans, 327 jours   | KSČ   |
| 5  |                  | Josef Pavel (1908–1973)       | 15 mars 1968      | 31 août 1968      | 169 jours          | KSČ   |
| 6  | Jan Pelnář       | Jan Pelnář (1911-1982)        | 31 août 1968      | 28 janvier 1970   | 1 année, 150 jours | KSČ   |
| 7  | Radko Kaska      | Radko Kaska (1928-1973)       | 28 janvier 1970   | 28 février 1973 † | 3 ans, 31 jours    | KSČ   |
| 8  | Jaromír Obzina   | Jaromír Obzina (1929-2003)    | 30 mars 1973      | 20 juin 1983      | dix ans, 82 jours  | KSČ   |
| 9  | Vratislav Vajnar | Vratislav Vajnar (né en 1930) | 20 juin 1983      | 11 octobre 1988   | 5 ans, 113 jours   | KSČ   |
| 10 | František Kincl  | František Kincl (né en 1941)  | 12 octobre 1988   | 3 décembre 1989   | 1 année, 52 jours  | KSČ   |
| 11 | František Pinc   | František Pinc (né en 1944)   | 3 décembre 1989   | 10 décembre 1989  | 7 jours            | KSČ   |

### République fédérale tchèque et slovaque(1989–1992)
Modèle:Officeholder table start
Modèle:Officeholder table
Modèle:Officeholder table
Modèle:Officeholder table
|}